# De slimme slapjanus
De slimme slapjanus is het tweehonderdtwintigste stripverhaal uit de reeks van Suske en Wiske. Het is geschreven en getekend door Marc Verhaegen.
Het verhaal werd gepubliceerd in De Standaard en Het Nieuwsblad van 5 mei 1993 tot en met 28 augustus 1993. De eerste albumuitgave in de Vierkleurenreeks was in november 1993, met nummer 239.

## Locaties
- België, sportzaal de Korf, sanatorium, Parijs, de Seine, Gare du Nord, Place de la Concorde, de Arc de Triomphe, Montmartre, kerk van Saint Pierre, prehistorische wereld met grot met muurtekeningen, sluikstokerij en vulkaan

## Personages
- Suske, Wiske, tante Sidonia, Lambik, Jerom, professor Barabas, Theofiel Boemerang, D. Orhtrapper (studiegenoot professor Barabas, zielenknijper), rode en witte Jerommen (rode bloedcellen en witte bloedcellen), bacteriën en ander ongedierte, Slapjanus / Toer-tist[1], Moe Mie, man die eten rondbrengt, sjamaan, de grotkastaars, Spiedie (tiransaurus), twee straatrovers

## Uitvindingen
- het sprietatoomkanon met extra biconvexe lens, de activity bril (filtert de kleur van bloed en geeft vormeloze massa’s een gezicht), speciaal poeder, Gele Soepmarie[2], speciale duikpakken, de Gepro (geheugenprojector)

## Het verhaal
Jerom lijkt zijn enorme lichaamskracht kwijt te zijn. Hij is op het Gare du Nord van Parijs overvallen en wil nu gaan slapen onder een brug over de Seine. Twee straatrovers slaan hem neer en een zwerfhond redt de zwakke Jerom uit het water. 
Suske en Wiske zien een affiche op een reclamezuil in het park, Lambik en Jerom zullen tegen elkaar vechten. Tante Sidonia gaat met de kinderen kijken en Theofiel Boemerang verkoopt kaartjes bij Sportzaal de Korf waar het gevecht plaatsvindt. Jerom valt tijdens de wedstrijd om door een mug 
Professor Barabas onderzoekt Jerom, maar weet niet wat hem mankeert. Hij neemt een bloedmonster dat hij naar een laboratorium stuurt, en hij stuurt de vrienden naar een studiegenoot die zielenknijper is. Bij het sanatorium van D. Orhtrapper vertelt de zielenknijper dat alles veroorzaakt wordt door ervaringen uit Jeroms jeugd. Jerom raakt uiteindelijk tijdelijk in coma. Uiteindelijk krijgt professor Barabas de uitslag van zijn bloedonderzoek: Jerom lijdt aan het syndroom van slapjanus.
Janus Slap was met Helmut Fruiit en Carl Gustav de grondlegger van de slappologie, alleen ongelofelijk sterke mensen zijn vatbaar voor het syndroom. De symptomen zijn ongelofelijke zwakheid, medeleven voor alle levende wezens en plotselinge huilbuien. Het tweede stadium is een coma en het derde stadium is de dood. De professor laat het sprietatoomkanon, met extra biconvexe lens, zien en verkleint Lambik per ongeluk. Lambik kaart met mieren maar krijgt ruzie en vliegt op een lieveheersbeestje het raam uit. Een mus slikt hen in en Wiske vangt een ei. Dit wordt vergroot met het sprietatoomkanon, en Lambik komt even later uit. De vrienden gaan met de Gele Soepmarie in de aderen van Jerom om het virus te bestrijden, ze zien er grappig uit omdat de witte bloedcellen gevaarlijk kunnen zijn als ze aanvallen. De vrienden krijgen ook activitybrillen mee. Deze filteren de kleur van bloed en geven vormloze massa's een gezicht. Zo hoeven ze niet door een rode waas te kijken, maar kunnen ze alles goed en herkenbaar zien. Tante Sidonia blijft achter als professor Barabas de vrienden in de halsslagader van Jerom injecteert. Al snel zien de vrienden stilstaande karretjes, ze zien bleke Jerommen de Gele Soepmarie inklimmen. Suske gooit poeder waardoor een groene soep ontstaat, en het schip raakt vast. Ze vinden rode en witte Jerommen (rode en witte bloedcellen) bij bacteriën en ander ongedierte, Wiske wordt boos en de Jerommen willen dan weer wagentjes gaan duwen. De witte Jerommen duwen antistoffen, eiwitten, aminozuren, hormonen en enzymen, de rode Jerommen duwen zuurstof en ijzer. Maar dan komt het virus en alle Jerommen gaan weer drinken, Slapjanus vertelt dat hij in actie zal blijven komen zolang Jerom dingen met geweld oplost. De vrienden spuiten de antistof, maar dit helpt niet, de witte Jerommen komen met de Gele Soepmarie en zien dat de vrienden het virus ook willen verslaan. Ze vertellen dat ze denken dat het geestelijk is, omdat het virus ook door hen niet is te grijpen. Dingen uit het geheugen zichtbaar maken kan nou eenmaal niet. De vrienden komen uit Jeroms neus en worden weer vergroot. D. Ohrtrapper komt langs en vertelt dat hij melkboer is geworden. Hij geeft nog wel gratis advies en vertelt dat Slapjanus in gesprek met Jerom moet gaan. Professor Barabas krijgt nadat hij weg is plotseling een ingeving. Hij blijkt een oplossing te hebben om de Slapjanus te bestrijden, hij heeft iets om dingen uit het geheugen zichtbaar te maken, namelijk een geheugenprojector(Gepro). Hiermee kan dus ook de Slapjanus zichtbaar worden gemaakt. Lambik wil niet mee, hij wil niet nog een keer gek gemaakt worden, hij vond het avontuur in de aderen al meer dan genoeg. Sidonia besluit hem daarom te vervangen. Zij gaat met Suske en Wiske een grote hal binnen en ze komen in de prehistorische wereld uit Jeroms jeugd terecht. Ze zien Jeroms moeder, Moe Mie, praten met een man die eten rondbrengt. Het karretje van de man is echter leeg. De jagers zijn alleen geïnteresseerd in Toer-tist die met zijn saurusfiets rondrijdt. Moe Mie vertelt dat Jerom bijverschijnselen kreeg toen de sjamaan hem sterk maakte door met poeder op een beeltenis van hem te blazen. De oude Jerom verscheen en was niet gelukkig, daarna verscheen al snel Toer-tist op zijn fiets en dit blijkt Slapjanus te zijn. De vrienden vinden een grot met muurtekeningen en flessen. De sjamaan legt uit dat Jerom vroeger precies Slapjanus was en gaat naar zijn sluikstokerij aan de voet van de vulkaan. Dan komen de grotkastaars en vallen de vrienden aan, maar de sjamaan verslaat ze en vernielt de flessen. Dan zien ze Slapjanus vechten met de grotkastaars. Het ventje verliest langzamerhand zijn kracht en de vrienden helpen hem met de tyrannosaurus Spiedie.
De grotkastaars gooien rotsblokken in de vulkaan, waarna magma naar beneden rolt. Spiedie vlucht met de sjamaan. De vrienden kunnen met de saurusfiets ontkomen en belanden in de Gepro-kamer. Suske rukt de helm van het hoofd van Jerom, waarna het magma meteen verdwijnt, aangezien de Gepro Jeroms geheugen daardoor niet meer projecteert. Jerom komt weer bij, maar is nog erg slap en de mannen willen niet met elkaar praten. Jerom vertrekt ’s nachts heimelijk. 
De vrienden ontdekken de volgende dag dat Jerom en Slapjanus allebei verdwenen zijn. Ze vinden een affiche voor “een dagje clochard”. Zo kwam Jerom dus aan het begin van het verhaal in Parijs terecht. De vrienden gaan meteen naar Parijs en Lambik rijdt op de Place de la Concorde rondjes, Suske en Wiske stappen uit en zien Slapjanus bij de Arc de Triomphe en volgen hem naar Montmartre. De straatrovers vallen Jerom weer aan, maar hij kan deze keer ontkomen. Bij de kerk van Saint Pierre ontmoeten Jerom en Slapjanus elkaar en dan krijgt Jerom zijn knollenvent terug, een poppetje, gemaakt van noten en takjes. Slapjanus blijkt dit altijd bij zich gedragen te hebben. De mannen worden vrienden en vallen elkaar in de armen. Dan verdwijnt Slapjanus en Jerom vertelt dat hij in zijn hart is opgenomen. 
Als ze even later op een terras wat gaan drinken, blijkt D. Orhtrapper ober geworden te zijn. Hij trakteert zijn klanten wel nog altijd op gratis advies bij levensproblemen.

## Achtergronden bij het verhaal
- Moe Mie en de grotkastaars kwamen eerder voor in De malle mergpijp (1972).
- De clochards (zwervers/daklozen) in Parijs waren eerder gebruikt als belangrijk thema in De sterrenplukkers (1952).
- Een deel van de overige verhaalelementen is overduidelijk gekopieerd uit De sprietatoom (1946),  zoals de gebruikte uitvindingen. Ook gebeurde met de boosaardige geleerde Savantas precies hetzelfde als met Lambik in dit verhaal.
- Dokter D. Ohrtrapper is een woordspeling op het woord "doortrapper" (iemand met doorzettingsvermogen of iemand die figuurlijk "doortrapt" (slecht) is of "doortrapt met zijn ideeën" (en dus gek is).
- De Dallas-Paradox, een drie jaar later verschenen verhaal uit de stripreeks Storm, vertoont duidelijke overeenkomsten met dit verhaal.